# Die Christliche Welt
Die Zeitschrift Die Christliche Welt (zunächst: Die christliche Welt) war die wichtigste kirchlich-religiöse Zeitschrift des Kulturprotestantismus. Sie wurde von dem liberalen Marburger Theologen Martin Rade herausgegeben und erschien von 1887 bis 1941.

## Geschichte derChristlichen Welt
Am 21. November 1886 erschien eine Probenummer unter dem Titel Evangelisch-lutherisches Gemeindeblatt für die gebildeten Glieder der evangelischen Kirchen. Auch der erste Jahrgang (1887/1888), verlegt in Leipzig bei Friedrich Wilhelm Grunow, firmierte unter diesem Namen. Der nächste Jahrgang (1888/1889) erschien dann unter dem Titel Die christliche Welt. Protestantische Halbmonatsschrift im Verlag von Leopold Klotz.
Nachdem Rade altersbedingt die Redaktionsarbeit beendet hatte, wurde die Zeitschrift in den Jahren 1932 und 1933 von Hermann Mulert und Friedrich Siegmund-Schultze herausgegeben, danach von Mulert allein.
Mit dem 55. Jahrgang stellte die Christliche Welt im Oktober 1941 ihr Erscheinen ein.

## Chronik der Christlichen Welt
Zur Entlastung der Christlichen Welt von tagesaktuellen Nachrichten erschien von 1890 bis 1917 die Chronik der „Christlichen Welt“ (Jahrgang 1/1890 bis Jahrgang 27/1917).

## An die Freunde
Zur Verständigung zwischen den Freunden des Projekts dienten gedruckte „vertrauliche Mitteilungen“. Sie erschienen zwischen 1903 und 1934 unter dem Titel An die Freunde. Vertrauliche d. i. nicht für die Öffentlichkeit bestimmte Mitteilungen (Vereinigung der Freunde der Christlichen Welt) (1/1903–111/1934).
Außerdem bestand seit 1918 bis in die dreißiger Jahre im thüringischen Friedrichroda ein Vereinshaus („Haus der Christlichen Welt“, Schreibersweg 6).

## Hefte zur Christlichen Welt/Bücherei der Christlichen Welt
Thematische Vertiefungen (und erweiterte oder überarbeitete Wiederabdrucke von Beiträgen der Zeitschrift) boten die Hefte zur Christlichen Welt (herausgegeben von Martin Rade, Ferdinand Kattenbusch und Gustav Habermann), die in Tübingen bei J.C.B. Mohr (Paul Siebeck) erschienen (1/1892–50/1901; N.F. 1=51.1904–10=60.1907). Die Gründung dieser Reihe wurde durch die Auseinandersetzungen im sogenannten Apostolikumsstreit ausgelöst. Die Bücherei der Christlichen Welt erschien seit 1924 und ist eine Sammlung von theologischen Monographien zu meist systematisch-theologischen Themen (bis 1929 siebenundzwanzig Bände).
Hefte zur „Christlichen Welt“ (Leipzig, Verlag von Fr. Wilh. Grunow, 1892/93):
- 1. Martin Rade: Der rechte evangelische Glaube. Ein Wort zum jüngsten Apostolikumsstreit.
- 2. Ferdinand Kattenbusch: Zur Würdigung des Apostolikums. Geschichtliche Skizzen mit einem Nachwort.
- 3. Adolf Harnack: Antwort auf die Streitschrift D. Cremers: „Zum Kampf um das Apostolikum“.
- 4. Wilhelm Herrmann: Worum handelt es sich in dem Streit um das Apostolikum? Mit besonderer Rücksicht auf Cremers Streitschrift beantwortet.
- 5. Hans Hinrich Wendt: Die Norm des echten Christentums.
- 6. Julius Kaftan: Die Verpflichtung auf das Bekenntnis in der evangelischen Kirche.
- 7. Hermann Schultz: Das Alte Testament und die evangelische Gemeinde.
- 8. L. Clasen: Wie dünket euch um Christus? Wes Sohn ist er? Ein Beitrag zum damaligen Streit.
- 9. Gustav Habermann: Christentum und Staat. Evangelische Gedanken zum neuen konservativen Programm.
- 10. Wilhelm Bornemann: Der Zweite Artikel im Lutherischen kleinen Katechismus. Fragen und Vorschläge.